# Isidore de Saint-Gilles
Isidore de Saint-Gilles (c. 1633-1691) est un carme flamand, auteur de deux ouvrages de spiritualité mariale, dans le cadre de la Réforme de Touraine.

## Biographie

Exaltation de la Vierge Marie dans les Flandres à l'âge baroque (par Pierre-Paul Rubens)

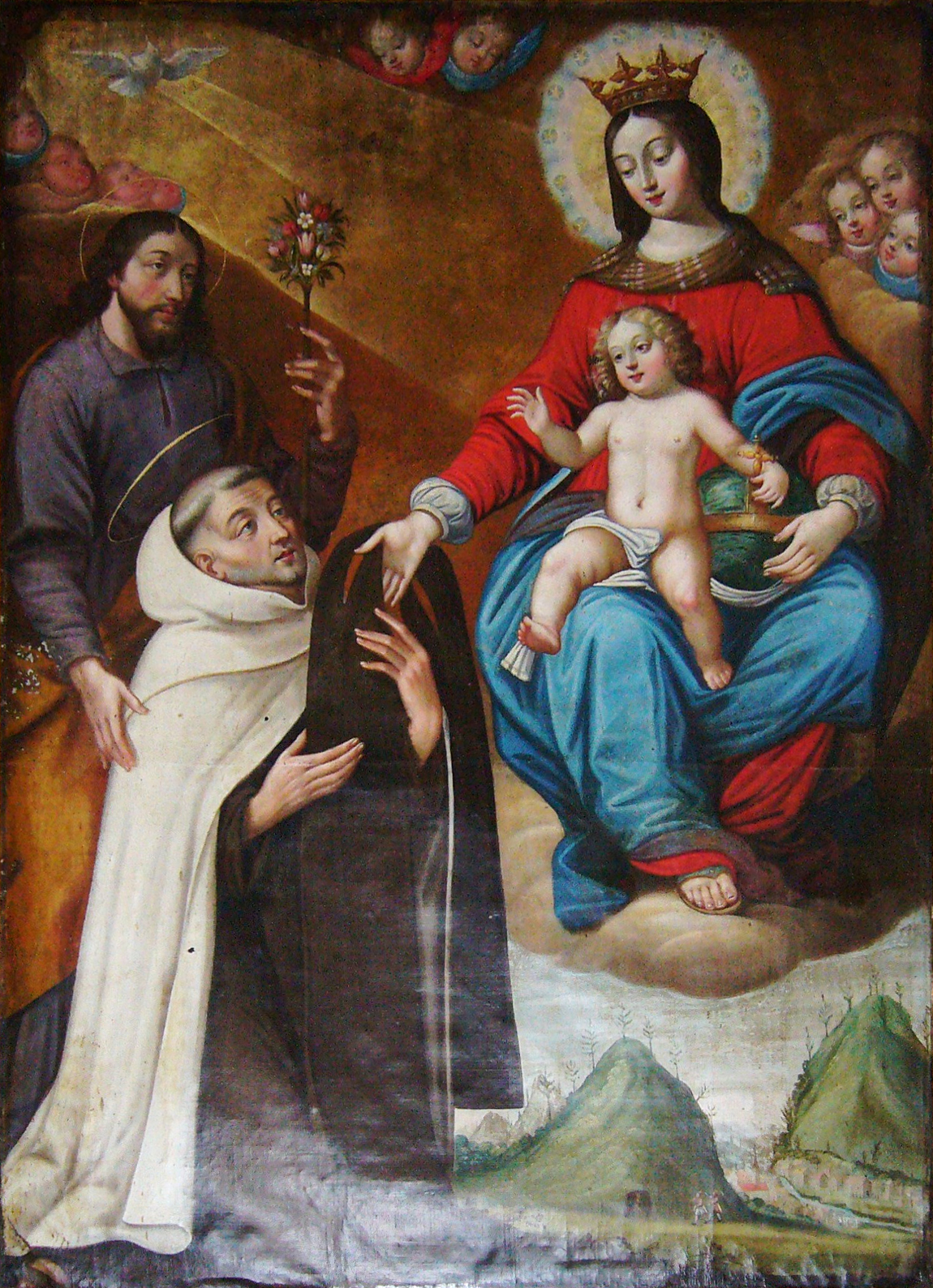
Remise du scapulaire à saint Simon Stock, en compagnie de saint Joseph (France, XVIIe siècle)

Né à Geldren (Belgique) vers 1633, Isidore est entré chez les carmes de la province de Flandre, lesquels étaient passés, depuis 1630, à la Réforme de Touraine. Il est devenu successivement prieur des couvents de Bruxelles, Anvers, Malines, Alost et Gand, où il est décédé en 1691. Un temps maître des novices, il a pleinement participé à la diffusion du mouvement de retour à la stricte observance et à l'idéal contemplatif des ermites du Mont-Carmel.

## Postérité
À la suite de ses confrères Michel de Saint-Augustin et Thomas de la Vierge, Isidore de Saint-Gilles explore le domaine marial, conformément au charisme de l'ordre carmélitain. Éditée en 1685 à Anvers, à l'époque où il était prieur de la communauté, sa Corona stellarum duodecim forme un ensemble de douze traités sur les principaux mystères de la Vierge, en liaison avec les fêtes liturgiques. Chacun de ces traités se présente sous la forme d'un sermon, et se trouve comparé à une étoile de dix à vingt rayons, d'où le titre de l'ouvrage. La valeur de celui-ci est essentiellement documentaire, l'auteur réalisant une sorte de somme mariologique, qui puise largement chez les Pères de l'Église, les théologiens médiévaux et les maîtres contemporains. Ce livre témoigne également de l'attitude des carmes belges dans la polémique causée par la publication d'un libelle intitulé Salutaria monita contra indiscretos Mariae cultores. Il s'étend particulièrement sur les dévotions à Notre-Dame du Mont-Carmel et à la Vierge du Rosaire (dixième et onzième étoiles), tandis que Verwechsel, publié à Gand en 1670, cherchait à diffuser dans les Flandres le culte d'une Madone napolitaine, appelée La Bruna : vénérée près du couvent des carmes, cette image passait pour avoir été peinte par saint Luc et transportée miraculeusement du mont Carmel à Naples. En outre, il convient de souligner que la Bibliotheca Catholica Neerlandica, publiée à La Haye en 1954, attribue à Isidore d'autres œuvres, en concurrence avec le carme Marius de Saint-François, particulièrement un manuel de dévotion à saint Joseph, intitulé Incitamenta devotionis ad S. Josephum Sponsum Deiparae (également publié en flamand).

### Œuvres
- (nl) Isidore de Saint-Gilles, Verwechsel van devotie tot het mirakuleus beldt van onse L. Vrouwe van napels, gheschildert dorr den H. evangelist Lucas, wiens afbeeldsels met alle eere gheviert worden binnen de kercken van onse Lieve vrauwebroeders door Nederlands ghemaek, Gand, 1670. Réédité à Ypres en 1690.
- (nl) Isidore de Saint-Gilles, Corona stellarum duodecim cujusque quaeque stella pluribus coruscat radiis, Mariae virtures, praerogativas, laudes, etc., evibrat, sive conciones in duodecim per annum B. V. Mariae festivitates, Anvers, 1685.

### Études
- O. Steggink, « Isidore de Saint-Gilles », Dictionnaire de spiritualité ascétique et mystique, Paris, Beauchesne, t. VII, 2e partie,‎ 1971, p. 2103-2104.